# Comuna Soșîcine, Kamin-Kașîrskîi
Soșîcine (în ucraineană Сошичне) este o comună în raionul Kamin-Kașîrskîi, regiunea Volînia, Ucraina, formată din satele Soșîcine (reședința) și Zapruddea.

## Demografie
Componența lingvistică a satului Soșîcine
     Ucraineană (99,68%)
     Alte limbi (0,24%)
Conform recensământului din 2001, majoritatea populației satului Soșîcine era vorbitoare de ucraineană (99,68%), existând în minoritate și vorbitori de alte limbi.